# Polydactylus quadrifilis
Espèce
Le capitaine (Polydactylus quadrifilis), aussi appelé Gros capitaine pour le distinguer des autres capitaines, notamment du Petit capitaine (Galeoides decadactylus), est un poisson de la famille des Polynemidae.
Le capitaine est un poisson à chair blanche et fine. Il se cuisine comme le bar.